# Sophienkirche (Erlangen)

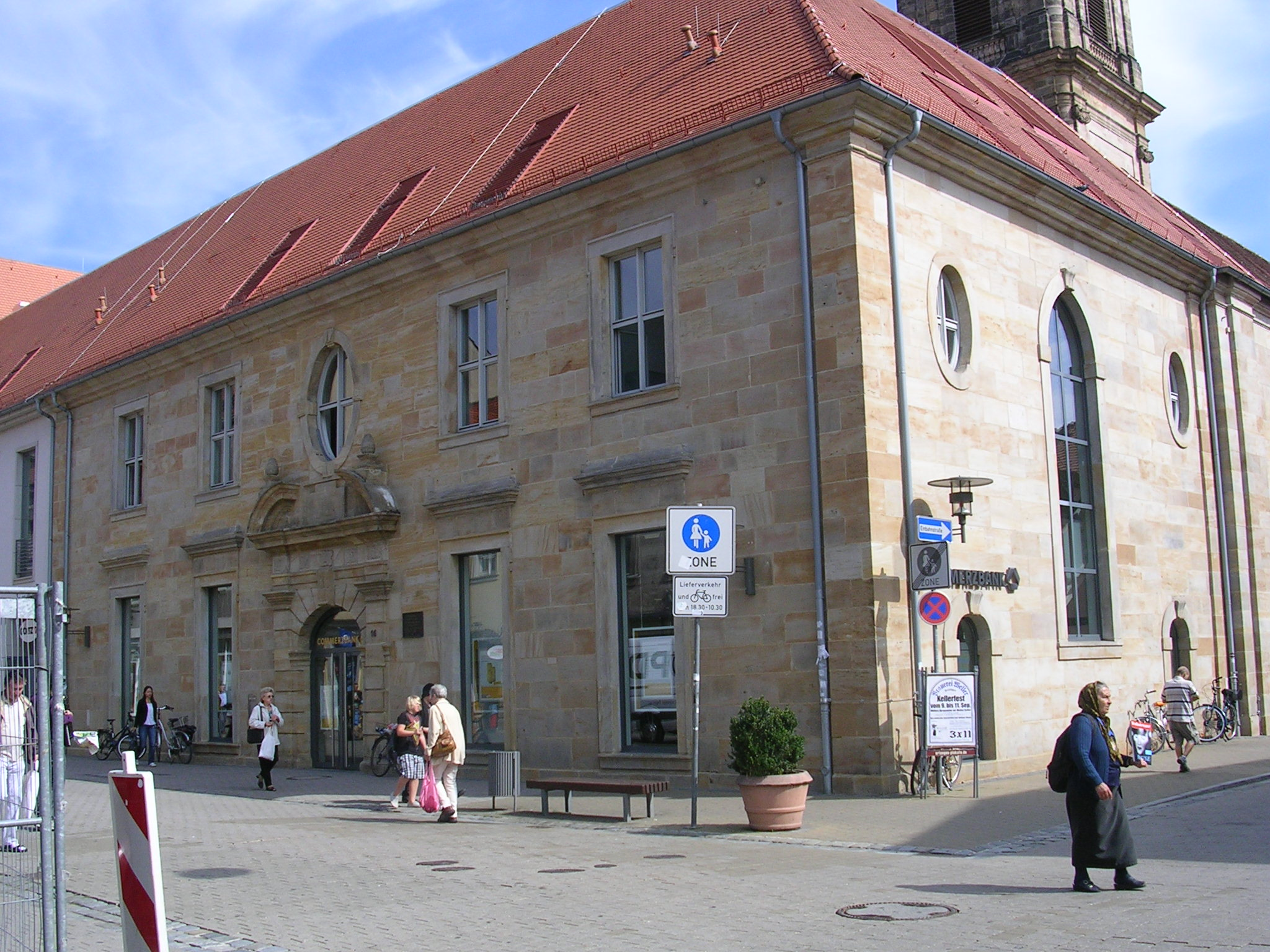
Außenansicht der ehemaligen Ritterakademie mit Sophienkirche im heutigen Zustand (2011)

Die evangelisch-lutherische Sophienkirche war die Kirche der Erlanger Ritterakademie. Die bis heute erhaltene barocke Fassade ist als Baudenkmal mit der Nummer D-5-62-000-262 beim Bayerischen Landesamt für Denkmalpflege eingetragen.

## Lage
Die ehemalige Ritterakademie (aufgrund der späteren Nutzung auch als Altes Universitätsgebäude bezeichnet) befindet sich in der östlichen Häuserzeile an der Hauptstraße, dem zentralen Straßenzug in der Erlanger Innenstadt, zwischen dem ehemaligen Holzmarkt (heute Hugenottenplatz) im Norden und der Friedrichstraße im Süden. Am südlichen Ende der Häuserzeile befindet sich die ehemalige Sophienkirche. Unmittelbar östlich schließt sich der Neustädter Kirchenplatz an, in dessen Mitte die evangelisch-lutherische Neustädter Kirche liegt.

## Geschichte

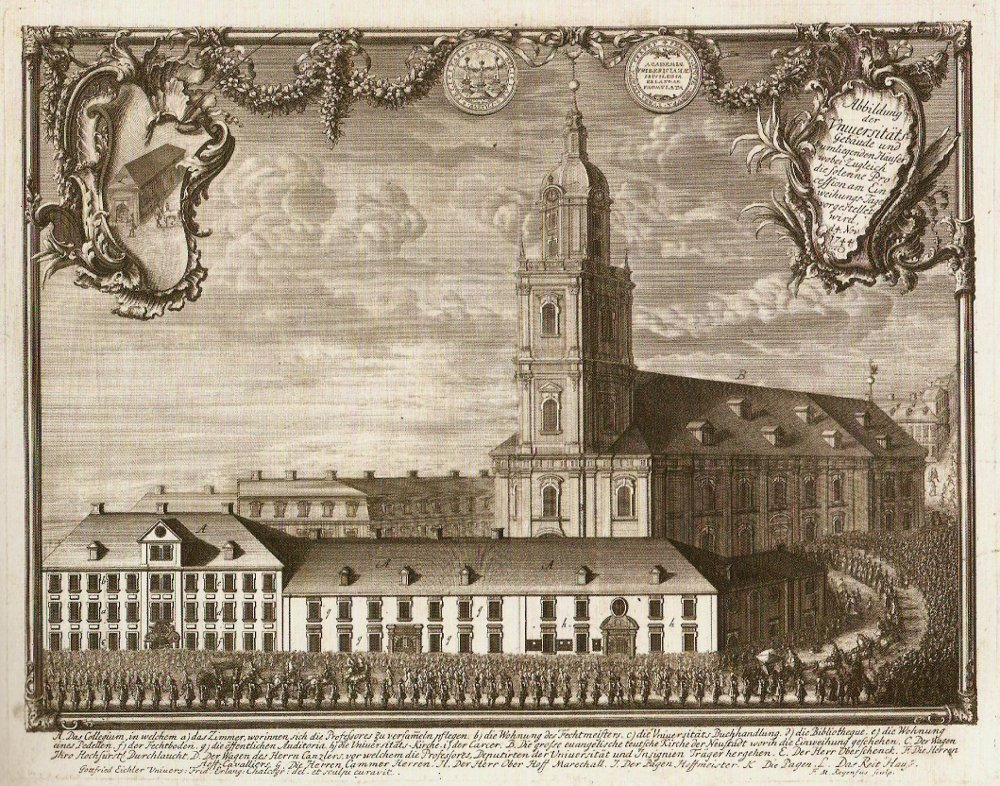
Einweihungsfeier der Universität am 4. November 1743 – im Vordergrund rechts die Sophienkirche, im Hintergrund die Neustädter Kirche (Universitätskirche)

Im Jahr 1676 gründete Baron Christoph Adam Groß von Trockau in Erlangen das auditorium publicum. Im Jahr 1699 beschloss er dessen Erweiterung zu einer Ritterakademie für 50 Schüler (Internat für 24 Zöglinge, Externat für 26 adlige Zöglinge), die 1701 mit Genehmigung und Unterstützung von Markgraf Christian Ernst offiziell gegründet wurde. Die Bauarbeiten für den vier Gebäude umfassenden Komplex der Ritterakademie (heute Hauptstraße 14–18) in der Erlanger Neustadt begannen bereits am 20. März 1700 mit der Grundsteinlegung. Am südlichen Ende des Gebäudes wurde die Sophienkirche – zu Ehren von Sophie Luise von Württemberg, der zweiten Gemahlin von Christian Ernst, benannt – untergebracht. Ursprünglich war der am 4. Dezember 1701 geweihte Bau als reine Kollegienkirche gedacht. Die Anfang 1702 mit einer Orgel ausgestattete Kirche wurde jedoch am 22. Januar 1703 zur Pfarrkirche der neu gegründeten evangelisch-lutherischen Gemeinde der Neustadt erhoben und blieb dies bis zur Weihe der Neustädter Kirche am 8. Dezember 1737. Dorthin wurde im Jahr 1739 auch die Glocke der Sophienkirche übertragen.
Im Zuge des Regierungswechsels 1712/13 geriet die Ritterakademie in eine Krise, die durch den Tod ihres Gründers im Jahr 1724 noch beschleunigt wurde. Spätestens 1741, als Markgraf Friedrich das Vermögen der Schule dem Gymnasium Ernestinum in Bayreuth zuwies, war die Ritterakademie Geschichte. Die Räumlichkeiten wurden ab 1743 von der neu gegründeten Erlanger Universität genutzt, wobei die Sophienkirche als Veranstaltungsort für akademische Feierlichkeiten und Gottesdienste diente. Hier befanden sich zudem mehrere Grabstätten, unter anderem die des Barons Groß von Trockau; bis 1776 war hier die Universitätsgruft untergebracht, die anschließend auf den Neustädter Friedhof verlegt wurde. Ab 1745 war in der ehemaligen Ritterakademie auch das Gymnasium Fridericianum untergebracht, das der Universität Studenten zuführen sollte. In den 1820er Jahren erfolgte der Umzug beider Institutionen in andere Räumlichkeiten.
Nach dem Einbau von Zwischenwänden und einer Zwischendecke wurde die ehemalige Sophienkirche vom Landgericht und später vom Amtsgericht genutzt. Der Turm, in dem zuvor bereits ein Karzer untergebracht war, diente bis 1964 zunächst dem Gericht als Stadtgefängnis und später als Ausnüchterungszelle der Polizei. In den übrigen Räumlichkeiten der ehemaligen Ritterakademie war lange Zeit das Modehaus Otto & Co. GmbH untergebracht. In den Jahren 1958 bis 1964 wurden die Gebäude zugunsten eines Kaufhof-Neubaus, der auf die Bedürfnisse eines modernen Warenhauses zugeschnitten war, abgerissen. Die Fassaden der Sophienkirche zur Hauptstraße, zur Friedrichstraße und zum Neustädter Kirchenplatz blieben jedoch erhalten und wurden der Kaufhausfassade vorgeblendet. Nach dem Umzug der Galeria Kaufhof in das vormalige Kaufhaus Horten am Neuen Markt wurde der Warenhausbau in den Jahren 2002/03 durch ein besser an die historischen Gebäude am Hugenottenplatz angepasstes Geschäfts- und Bürogebäude ersetzt.

## Beschreibung
Die Sophienkirche bildete den südlichen Abschluss der Ritterakademiegebäude. Die Fassadengestaltung orientierte sich im Großen und Ganzen am Erscheinungsbild eines Bürgerhauses der Neustadt. Auf den sakralen Charakter verweisen lediglich ein hochovales Fenster über dem aufwändig gestalteten Korbbogenportal zur Hauptstraße sowie das zweigeschossige Rundbogen- und zwei weitere Hochovalfenster auf der Schmalseite zur Friedrichstraße. Der 1706 auf der Ostseite begonnene Turm ragte kaum über das Erdgeschoss hinaus. Der rund 23 Meter lange (Nord-Süd-Richtung) und 10,5 Meter breite (Ost-West-Richtung) Innenraum, der von einem kassettierten Muldengewölbe überspannt war, wurde mittels einer Doppelempore auf maximale Besucherzahl ausgelegt.